# Eric Schaal
Eric Schaal (* 18. August 1905 in München; † 26. April 1994 in Männedorf) war ein deutsch-amerikanischer Porträtfotograf, der im Nationalsozialismus aufgrund seiner jüdischen Herkunft 1936 in die USA emigrierte. Seine Porträts berühmter Zeitgenossen des 20. Jahrhunderts wurden postum 1998 veröffentlicht.

## Leben
Ab 1918 begann Schaal eine Ausbildung in einem Münchner Fotostudio. Zugleich erhielt er Unterricht am Klavier und in Komposition. Ab 1921 besuchte er die Schule Sinnthalhof bei Bad Brückenau. Nach dem Tod der Mutter 1923 begann er auf Wunsch seines Vaters eine kaufmännische Lehre. Von 1928 bis 1930 hielt er sich in New York auf, wo erste fotografische Aufnahmen entstanden. Zurück in Deutschland, lernte er 1932 Igor Strawinsky und Oskar Maria Graf in München kennen. Schaal arbeitete für eine Konzertagentur, schrieb Literaturkritiken und Erzählungen. Nachdem die Repressionen der Nationalsozialisten gegen jüdische Bürger immer weiter zugenommen hatten, emigrierte Schaal 1936 nach New York. Die meisten seiner bis dahin entstandenen Fotografien wurden von den Nationalsozialisten vernichtet. Ab 1937 arbeitete er für die Agentur "Pix" und befreundete sich mit Alfred Eisenstaedt, dem Mitinhaber der Agentur. Von 1936 bis 1967 arbeitete er vor allem für die Magazine Life und Time. Aus einer ersten Ehe ging ein Sohn hervor. 
1944 erhielt er die amerikanische Staatsbürgerschaft. Ab 1947 unternahm er im Auftrag von Time Life mehrere Reisen nach Europa. 1964 heiratete er in zweiter Ehe Miriam Alter, die ebenfalls für "Pix" arbeitete und die ihn fortan als Assistentin begleitete. Das Ehepaar siedelte nach Paris um, wo Schaal für das dort ansässige Büro von Time Life arbeitete. Bei einem Brand im Pariser Büro wurden zahlreiche seiner Negative vernichtet. 1967 erfolgte eine weitere Umsiedlung nach Männedorf bei Zürich. 1968 fotografierte Schaal im Auftrag von Time Life die documenta 4 in Kassel. Ab 1972 zog er sich ins Privatleben zurück. Er sammelte Kunst, Autographen und Bücher. Im April 1994 verstarb Eric Schaal in Männedorf. Seine Frau Miriam verstarb im Alter von 56 Jahren durch einen Unfall im November 1997 ebenfalls dort.
1997 wurden einige seiner Fotos in der Ausstellung "Und sie haben Deutschland verlassen... müssen" gezeigt, die im Rheinischen Landesmuseum in Bonn stattfand. Im Jahr darauf erfolgte eine Personalausstellung in der Deutschen Nationalbibliothek in Frankfurt am Main.

## Werk
Seit der Kindheit sammelte Schaal die verschiedensten Dinge wie Steine oder Nägel. Seine erste Kamera erhielt er zu Bar Mitzwa. Die ersten fotografischen Porträts entstanden im Zusammenhang mit einer Autographensammlung. Schaal begann, Porträts von schöpferischen Menschen zu sammeln, die sowohl Originale aus der Zeit, in der die Personen lebten wie Holzschnitte, Radierungen als auch Fotografien einschloss. Schaal war fasziniert von kreativen Menschen. Dann fiel ihm auf, dass seine eigenen Fotos in diese Sammlung gehörten und er begann, gezielt zu diesem Zweck zu fotografieren. Er fotografierte seine Modelle ohne weitere Vorbereitungen oft bei der Arbeit, im Gespräch oder in ihrer privaten Umgebung und benutzte neben dem Tageslicht nur das jeweilige Licht, das zusätzlich zur Verfügung stand.

### Von Eric Schaal fotografierte Persönlichkeiten (Auswahl)
| - Alexander Archipenko - Béla Bartók - Vicki Baum - Brendan Behan - Karen Blixen - Louis-Ferdinand Céline - Charles Chaplin - Giorgio de Chirico - Salvador Dalí - Otto Dix - Alfred Döblin - John Dos Passos - Marcel Duchamp - Albert Einstein - James Ensor - William Faulkner - Lion Feuchtwanger | - Robert Frost - Jean Giraudoux - Oskar Maria Graf - George Grosz - Hans Hartung - Martin Heidegger - Paul Hindemith - Aldous Huxley - Karl und Gertrud Jaspers - Oskar Kokoschka - Fritz Kreisler - Ernst Krenek - Alfred Kubin - Sinclair Lewis - Joe Louis - Emil Ludwig - Thomas Mann | - Katja Mann - Giacomo Manzù - Marino Marini - W. Somerset Maugham - André Maurois - Walter Mehring - Giorgio Morandi - Vladimir Nabokov - Liam O’Flaherty - Carl Orff - Ezra Pound - Sergej Prokofjew - Sergej Rachmaninow - Erich Maria Remarque - Ludwig Renn - Norman Rockwell - Georges Rouault | - William Saroyan - Max Schmeling - Artur Schnabel - Arnold Schönberg - Dmitri Schostakowitsch - Igor Strawinsky - Ernst und Christiane Toller - Fritz von Unruh - Bruno Walter - H. G. Wells - Thornton Wilder - Franz Werfel - Ossip Zadkine - Arnold Zweig - Stefan Zweig |

## Ausstellungen (Auswahl)
- 1997: Und sie haben Deutschland verlassen... müssen, Rheinisches Landesmuseum Bonn
- 1998: Eric Schaal. Photograph, Deutsche Nationalbibliothek/Deutsches Exilarchiv 1933–1945, Frankfurt am Main

## Publikation
- Eric Schaal. Photograph, Weidle Verlag, Bonn 1998, 128 Seiten, ISBN 3-931135-31-4.